# Graham Connah
Graham Edward Connah (11 de agosto de 1934 - 25 de novembro de 2023) foi um arqueólogo nascido no Reino Unido que trabalhou extensivamente na Grã-Bretanha, África Ocidental e Austrália.
Connah nasceu em Cheshire, Reino Unido, em 11 de agosto de 1934, e estudou na Wirral Grammar School e na Universidade de Cambridge, onde obteve um PhD em 1959. Após isso, trabalhou como assistente de pesquisa até 1961. Entre suas influências estavam David L. Clarke Paul Ashby. Em 1961, ele conseguiu um cargo como arqueólogo no Departamento de Antiguidades do Governo Federal da Nigéria. Depois, atuou como pesquisador no Instituto de Estudos Africanos da Universidade de Ibadan, Nigéria, em 1964; tornou-se pesquisador sênior no mesmo instituto em 1968; e professor sênior no Departamento de Arqueologia da Universidade de Ibadan em 1970.
No ano seguinte, mudou-se para a Austrália para ocupar uma posição na Universidade de New England, Armidale, NSW, como professor no Departamento de Clássicos e História Antiga. Tornou-se chefe do Departamento de Pré-história e Arqueologia da UNE em 1974, após a mudança da chefe anterior, Isabel McBryde, para a ANU no final de 1973. Em 1985, foi nomeado professor fundador e chefe do Departamento de Arqueologia e Paleoantropologia.
Nos anos 1990, foi pesquisador visitante no Centro de Pesquisa em Humanidades da Universidade Nacional Australiana e na Escola de Arqueologia e Antropologia da Faculdade de Artes da mesma universidade; e no Departamento de Arqueologia e História Antiga da Universidade de Uppsala, Suécia.
O principal campo de pesquisa de Connah foi a arqueologia africana, concentrando-se nas origens do urbanismo e do estado na Nigéria e em Uganda nos últimos 6000 anos. African Civilizations é seu trabalho mais conhecido sobre este tema. Ele também foi um dos pioneiros da arqueologia histórica australiana, com sua principal contribuição sendo The Archaeology of Australia's History. Ele foi editor fundador da revista Australasian Historical Archaeology de 1983 a 1988, e presidente da Australasian Society for Historical Archaeology de 1993 a 1997.

## Prémios
Connah foi nomeado Fellow do Royal Anthropological Institute of Great Britain and Ireland (FRAI), Fellow da Society of Antiquaries of London (FSA), Fellow da Australian Academy of the Humanities (FAHA) e foi agraciado com o título de Membro da Ordem da Austrália (AM) e com a Medalha do Centenário da Austrália.